# Cerionesta
Cerionesta este un gen de păianjeni din familia Salticidae.
Cladograma conform Catalogue of Life:
| Cerionesta | \| \| Cerionesta aurantia \| \| \| \| \| \| Cerionesta luteola \| \| \| \| |
|            | \| \| Cerionesta aurantia \| \| \| \| \| \| Cerionesta luteola \| \| \| \| |
|            | Cerionesta aurantia                                                        |
|            |                                                                            |
|            | Cerionesta luteola                                                         |
|            |                                                                            |